# Kurt Krieger (Baseballspieler)
Kurt Ferdinand Krieger (* 16. September 1926 in Traisen, Niederösterreich, Österreich; † 16. August 1970 in St. Louis, Missouri, USA) war der erste und einzige in Österreich geborene Baseballspieler in der seit 1903 laufenden Geschichte der Major League Baseball (MLB). In der besten Baseballliga der Welt brachte es der großgewachsene Pitcher im Jahre 1949 auf einen und im Jahre 1951 auf zwei Einsätze für sein Heimteam, die St. Louis Cardinals, und war den Großteil seiner Karriere auf Minor-League-Niveau im Einsatz.

## Leben und Karriere
Kurt Krieger wurde am 16. September 1926 als Sohn von Ferdinand (1901–1972) und Helen Krieger (1906–1973) in der niederösterreichischen Gemeinde Traisen geboren. Noch in jungen Jahren wanderte er mit seinen Eltern zu Zeiten des Zweiten Weltkrieges in die Vereinigten Staaten aus, wo sich die Familie in St. Louis im US-Bundesstaat Missouri niederließ. Noch vor dem Beginn der Saison 1944 unterschrieb er einen Amateurvertrag als Free Agent bei den St. Louis Cardinals aus der Major League Baseball (MLB), kam aber vorerst bei den Lima Red Birds in der Ohio State League zum Einsatz. Die Cardinals hingegen wurden in diesem Jahr nach einem deutlichen ersten Platz in der National League Meister der MLB, nachdem in der World Series 1944 die Stadtrivalen St. Louis Browns mit einem Gesamtscore von 4:2 besiegt wurden. Mit den von Runt Marr und Leo Norris trainierten Red Birds rangierte er am Ende des Spieljahres auf dem vierten von sechs Tabellenplätzen. Krieger wurde dabei in 28 Partien, davon zehn von Beginn an, eingesetzt. In weiterer Folge war er von 1945 bis 1946 während des Zweiten Weltkrieges in Großbritannien stationiert, ehe er daraufhin wieder in seine neue Heimat zurückkehrte. Noch im Jahre 1946 schloss er sich der Washington University in Saint Louis an; zur selben Zeit wie auch Baseballkollege Bill Jennings.
Nach einem Jahr am College schloss er sich im Jahre 1947 den Lynchburg Cardinals in der Piedmont League, bei denen er in 39 Spielen eingesetzt wurde, an. Noch vor Ablauf der Saison wechselte er in die Texas League, eine Double-A-Liga, zu den dort aktiven Houston Buffaloes, bei denen er noch in zwei Meisterschaftsspielen zum Einsatz kam. Nachdem er zwei Spielzeiten für die Columbus Red Birds aus der American Association, einer Triple-A-Liga und damit der höchsten Spielklasse des Minor League Baseballs, absolviert hatte, schaffte er im Spieljahr 1949 den Sprung in die Major League. Im ersten Jahr bei den Columbus Red Birds brachte er es auf 38 Einsätze und kam mit der von Hal Anderson trainierten Mannschaft auf Rang vier von acht Tabellenplätzen und schied in der nachfolgenden Best-of-Seven-Serie erst in den Finals mit 3:4 gegen die St. Paul Saints, die sich damit für die Junior World Series qualifizierten, aus. Ein Jahr später kam er noch in 28 Meisterschaftspartien für die Red Birds aus Columbus, Ohio, zum Einsatz, wobei die Mannschaft unter Trainer Anderson die Saison auf dem sechsten Tabellenplatz abschloss und sich somit nicht für die anschließenden Play-offs qualifizierte. Nach all den Jahren für die Affiliation-Teams der St. Louis Cardinals wurde Kurt Krieger am 21. April 1949 erstmals für das MLB-Team eingesetzt. Das Spiel gegen die Cincinnati Reds endete für den eingewechselten 22-Jährigen und sein Team in einer Niederlage.
Nachdem er im Jahre 1950 wieder fixer Bestandteil der Columbus Red Birds war und es bei diesen unter Rollie Hemsley auf 27 Einsätze, davon 26 als Starter, gebracht hatte, sowie im Endklassement den dritten Platz der regulären Spielzeit belegte, schaffte er mit dem Team in den anschließenden Play-offs den Einzug in die Finals, die in der Best-of-Seven-Serie mit 4:3 gegen die Indianapolis Indians gewonnen wurden. Bei der nachfolgenden Junior World Series konnte sich die Mannschaft ebenfalls gegen die Konkurrenz durchsetzen und gewann diesen Wettbewerb nach 1933, 1934, 1941, 1942 und 1943 zum bereits sechsten Mal in ihrer Geschichte. Nach den Erfolgen im abgelaufenen Spieljahr wurde Krieger 1951 für den späteren Rekordmeister Rochester Red Wings in der International League und abermals für die Columbus Red Birds in der American Association eingesetzt. Während er beim einen Triple-A-Team aus Rochester, New York, in 20 Spielen eingesetzt wurde, kam er beim anderen Triple-A-Team aus Columbus, Ohio, unter dem noch immer als Spieler aktiven, jedoch nebenbei bereits als Trainer arbeitenden Harry Walker in sieben Saisonspielen zum Einsatz, ehe er erneut den Sprung in die Major League Baseball schaffte. Für die St. Louis Cardinals kam er dabei am 28. April 1951 in einer 2:8-Niederlage gegen die Chicago Cubs sowie am 11. September 1951 in einer 5:10-Niederlage gegen die New York Giants zum Einsatz. Dies war zugleich auch der letzte Einsatz des gebürtigen Österreichers, der im Laufe seiner drei MLB-Einsätze immer verschiedene Trikotnummern (24, 30 und 42) trug, in der Major League. Danach kam er ausschließlich in der Minor League zum Einsatz, hierbei jedoch vor allem in Triple-A-Ligen und somit im höherwertigen Minor-League-Bereich, wobei er jedoch auch noch bei Teams der heute nicht mehr existierenden Class-B auflief.
Seine weiteren Stationen nach den St. Louis Cardinals waren daraufhin abermals die Lynchburg Cardinals aus der Piedmond League, bei denen er es 1952 zu 20 Meisterschaftseinsätzen brachte. Danach folgten noch im gleichen Spieljahr die Columbus Red Birds, bei denen er mittlerweile im fünften Jahr hintereinander zum Einsatz kam. Hierbei war er unter Johnny Keane, der später auch Trainer in der Major League wurde und dabei die St. Louis Cardinals und die New York Yankees coachte, in 18 Spielen der American Association am Spielfeld. Seine Karriere als Aktiver ließ er daraufhin unter anderem bei den Rochester Red Wings in der International League ausklingen und wechselte noch während des Spieljahrs 1953 zum Ligakonkurrenten Syracuse Chiefs. Damit war er zum ersten Mal in seiner Laufbahn für kein Affiliation-Team der St. Louis Cardinals aktiv, da die Syracuse Chiefs zu den New York Yankees gehörten. Nur mehr zu wenigen Einsätzen brachte es Kurt Krieger im Jahre 1954, als er für die Terre Haute Phillies mit Spielbetrieb in der Illinois–Indiana–Iowa League (oder kurz Three-I-League) und erneut für die Syracuse Chiefs in der International League in Erscheinung trat. Zu seinem Karriereende hin arbeitete er ab 1951 für die St. Louis Cardinals als Batting Practice Pitcher und blieb bis zuletzt in seiner Wahlheimat St. Louis.
Einen Monat vor seinem 44. Geburtstag erlag Krieger im St. Mary's Hospital in St. Louis, Missouri, einer Krebserkrankung und wurde von seinen Eltern um zwei bzw. drei Jahre überlebt. Die Familie wurde am Sunset Memorial Park and Mausoleum in Affton, Missouri, beigesetzt.

## Erfolge
mit den Columbus Red Birds
- 1× Sieger der American Association: 1950
- 1× Sieger der Junior World Series: 1950